# Vicenza Calcio 1995-1996
Questa voce raccoglie le informazioni riguardanti il Vicenza Calcio nelle competizioni ufficiali della stagione 1995-1996.

## Stagione

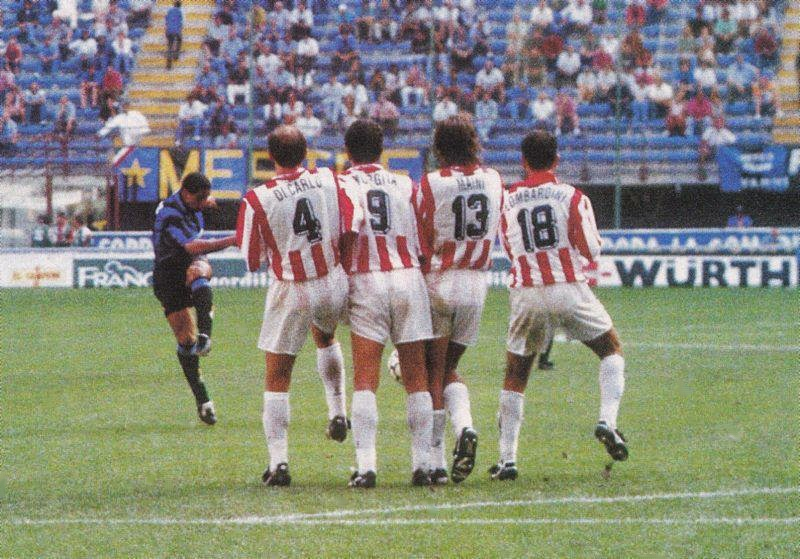
Inter- del 27 agosto 1995.

Nella stagione 1995-1996 il Vicenza disputa il ventiseiesimo campionato di Serie A della sua storia.
Per apprestarsi alla Serie A 1995-1996, la rosa berica è stata rafforzata dall'arrivo di alcuni giovani (Luca Mondini, Giampiero Maini, Davide Belotti, Gabriele Ambrosetti e Daniele Amerini) e di tre stranieri (lo svedese Joachim Björklund e i due uruguaiani Marcelo Otero e Gustavo Mendez).
Il Vicenza riassapora la Serie A che non vedeva dai tempi di Paolo Rossi, nell'estate 1995 i tifosi in pochi giorni hanno sottoscritto ben 12.000 abbonamenti, a seguito di un atteso ritorno nella massima serie durato sedici anni.
La matricola Vicenza di Francesco Guidolin ha sorpreso tutti per il suo gioco, specialmente nelle partite casalinghe è stata capace con importanti vittorie di mettere in crisi anche grandi squadre tra cui i campioni d'Italia in carica della Juventus (2-1) il 4 febbraio 1996, la Lazio (1-0) il 26 novembre 1995, la Roma (2-1) il 14 aprile 1996 e il rotondo (3-0) inflitto al Napoli il 24 marzo 1996.
Il 28 aprile 1996, alla terzultima giornata, nella partita casalinga persa (0-1) contro il Parma, è svanito per il Vicenza il sogno di entrare nella Coppa UEFA. ma la meritata salvezza è giunta con qualche giornata d'anticipo, con un sorprendente nono posto finale. Il miglior marcatore stagionale con 13 reti è stato l'uruguayano Marcelo Otero, molto bene con 11 centri anche Roberto Murgita confermatosi su buoni livelli anche nella massima serie. In Coppa Italia i berici non hanno disputato il primo turno, poi hanno superato nel secondo turno il Padova, e nel terzo turno sono stati eliminati dal Palermo.

## Divise e sponsor
- Sponsor tecnico: Biemme
- Sponsor ufficiale: Pal Zileri

| Casa | Trasferta |

## Organigramma societario
Area direttiva
- Presidente: Pieraldo Dalle Carbonare
- Direttore generale: Sergio Gasparin
- Segretario: Fabio Rizzitelli
- Team manager: Silvano Caltran
- Addetto stampa: Paolo Bedin

Area tecnica
- Direttore sportivo: Sergio Vignoni
- Allenatore: Francesco Guidolin
- Allenatore in seconda: Ernesto Galli
- Allenatore giovanili: Carlo Muraro
- Preparatore atletico: Adelio Diamante

Area sanitaria
- Medico sociale: Pietro Luigi Fanton
- Massaggiatore: Francesco Visonà

## Rosa
| N. |                   | Ruolo | Calciatore                 |
| -- | ----------------- | ----- | -------------------------- |
| 1  | Italia (bandiera) | P     | Luca Mondini               |
| 2  | Italia (bandiera) | D     | Riccardo Castagna          |
| 3  | Italia (bandiera) | D     | Gilberto D'Ignazio Pulpito |
| 4  | Italia (bandiera) | C     | Domenico Di Carlo          |
| 5  | Svezia (bandiera) | D     | Joachim Björklund          |
| 6  | Italia (bandiera) | D     | Giovanni Lopez (capitano)  |
| 7  | Italia (bandiera) | C     | Maurizio Rossi             |
| 8  | Italia (bandiera) | C     | Daniele Amerini            |
| 9  | Italia (bandiera) | A     | Roberto Murgita            |
| 10 | Italia (bandiera) | C     | Fabio Viviani              |
| 11 | Italia (bandiera) | A     | Alberto Briaschi           |
| 12 | Italia (bandiera) | P     | Alessandro Zerman          |
| 13 | Italia (bandiera) | C     | Giampiero Maini            |

| N. |                    | Ruolo | Calciatore           |
| -- | ------------------ | ----- | -------------------- |
| 14 | Italia (bandiera)  | D     | Luigi Sartor         |
| 15 | Italia (bandiera)  | D     | Alessandro Pistone   |
| 16 | Uruguay (bandiera) | D     | Gustavo Méndez       |
| 18 | Italia (bandiera)  | C     | Massimo Lombardini   |
| 19 | Uruguay (bandiera) | A     | Marcelo Otero        |
| 20 | Italia (bandiera)  | A     | Ferdinando Gasparini |
| 21 | Italia (bandiera)  | D     | Davide Belotti       |
| 22 | Italia (bandiera)  | P     | Pierluigi Brivio     |
| 23 | Italia (bandiera)  | C     | Gabriele Ambrosetti  |
| 24 | Italia (bandiera)  | D     | Gabriele Grossi      |
| 25 | Italia (bandiera)  | A     | Willi Pittana        |
|    | Italia (bandiera)  | D     | Federico Balasso     |

## Calciomercato

### Calciomercato estivo
| Acquisti | Acquisti           | Acquisti     | Acquisti |
| R.       | Nome               | da           | Modalità |
| -------- | ------------------ | ------------ | -------- |
| P        | Luca Mondini       | Inter        |          |
| D        | Davide Belotti     | Nola         |          |
| D        | Joachim Bjorklund  | IFK Göteborg |          |
| D        | Gabriele Grossi    | Napoli       |          |
| D        | Gustavo Mendez     | Nacional     |          |
| D        | Alessandro Pistone | Crevalcore   |          |
| C        | Daniele Amerini    | Fiorentina   |          |
| C        | Giampiero Maini    | Roma         |          |
| C        | Marcelo Otero      | Peñarol      |          |

| Cessioni | Cessioni             | Cessioni | Cessioni |
| R.       | Nome                 | a        | Modalità |
| -------- | -------------------- | -------- | -------- |
| P        | Giorgio Sterchele    | Roma     |          |
| D        | Alessandro Dal Canto | Torino   |          |
| D        | Antonino Praticò     | Venezia  |          |
| C        | Matteo Capecchi      | Spezia   |          |
| C        | Francesco Cozza      | Lucchese |          |
| C        | Gaetano Perrella     | Nola     |          |
| A        | Cristiano Masitto    | Spezia   |          |

### Calciomercato autunnale-invernale
| Acquisti | Acquisti            | Acquisti | Acquisti |
| R.       | Nome                | da       | Modalità |
| -------- | ------------------- | -------- | -------- |
| C        | Gabriele Ambrosetti | Brescia  |          |
| C        | Willi Pittana       | Venezia  |          |

| Cessioni | Cessioni             | Cessioni       | Cessioni |
| R.       | Nome                 | a              | Modalità |
| -------- | -------------------- | -------------- | -------- |
| D        | Riccardo Castagna    | Venezia        |          |
| D        | Alessandro Pistone   | Inter          |          |
| A        | Alberto Briaschi     | Perugia        |          |
| A        | Ferdinando Gasparini | Fidelis Andria |          |

## Risultati

### Serie A

#### Girone di andata
| Arbitro: | Rodomonti (Teramo) |

|                    |           |  |
| Roberto Carlos 53’ | Marcatori |  |

| Arbitro: | Treossi (Forlì) |

|              |           |  |
| M. Rossi 67’ | Marcatori |  |

| Arbitro: | Pellegrino (Barcellona Pozzo di Gotto) |

|            |           |  |
| Vialli 21’ | Marcatori |  |

| Arbitro: | Nicchi (Arezzo) |

|                       |           |                |
| Murgita 13’ Otero 83’ | Marcatori | 28’ N. Amoruso |

| Arbitro: | Tombolini (Ancona) |

|              |           |           |
| Bierhoff 27’ | Marcatori | 79’ Otero |

| Arbitro: | Borriello (Mantova) |

|                |           |  |
| Otero 24’, 43’ | Marcatori |  |

| Arbitro: | Cesari (Genova) |

|             |           |            |
| Murgita 49’ | Marcatori | 43’ Eranio |

| Arbitro: | Quartuccio (Torre Annunziata) |

|                  |           |  |
| Lopez 61’ (aut.) | Marcatori |  |

| Arbitro: | Messina (Bergamo) |

|           |           |             |
| Maini 88’ | Marcatori | 57’ Piovani |

| Arbitro: | Trentalange (Torino) |

|              |           |          |
| Agostini 45’ | Marcatori | 9’ Otero |

| Arbitro: | Farina (Novi Ligure) |

|           |           |  |
| Maini 42’ | Marcatori |  |

| Arbitro: | De Santis (Tivoli) |

|                                 |           |             |
| Tovalieri 9’, 32’ D. Morfeo 59’ | Marcatori | 25’ Murgita |

| Arbitro: | Racalbuto (Gallarate) |

|                  |           |             |
| Lopez 21’ (aut.) | Marcatori | 41’ Viviani |

| Arbitro: | Cinciripini (Ascoli Piceno) |

|  |           |              |
|  | Marcatori | 60’ Oliveira |

| Arbitro: | Quartuccio (Torre Annunziata) |

|  |           |             |
|  | Marcatori | 56’ Murgita |

| Arbitro: | Braschi (Prato) |

|           |           |  |
| Otero 74’ | Marcatori |  |

| Arbitro: | Pellegrino (Barcellona Pozzo di Gotto) |

|                         |           |                             |
| Chiesa 19’ Karembeu 37’ | Marcatori | 39’ M. Rossi 74’ Ambrosetti |

#### Girone di ritorno
| Arbitro: | Bazzoli (Merano) |

|                  |           |          |
| Otero 89’ (rig.) | Marcatori | 24’ Ganz |

| Arbitro: | Borriello (Mantova) |

|              |           |              |
| Batistuta 7’ | Marcatori | 46’ Di Carlo |

| Arbitro: | Messina (Bergamo) |

|                              |           |               |
| Otero 18’ (rig.) Murgita 48’ | Marcatori | 66’ Ravanelli |

| Arbitro: | Ceccarini (Livorno) |

|                                          |           |                            |
| Cuicchi 27’ Vlaović 39’ Lopez 87’ (aut.) | Marcatori | 88’ Murgita 90’ Ambrosetti |

| Arbitro: | Racalbuto (Gallarate) |

|  |           |            |
|  | Marcatori | 85’ Helveg |

| Arbitro: | Trentalange (Torino) |

|  |           |                     |
|  | Marcatori | 65’ Otero 90’ Lopez |

| Arbitro: | Stafoggia (Pesaro) |

|                                                   |           |  |
| Savićević 47’ Simone 51’, 59’ (rig.) Di Canio 88’ | Marcatori |  |

| Arbitro: | Cesari (Genova) |

|               |           |            |
| Otero 3’, 88’ | Marcatori | 9’ Angloma |

| Arbitro: | Ceccarini (Livorno) |

|                                         |           |  |
| Di Carlo 13’ Murgita 21’ Ambrosetti 35’ | Marcatori |  |

| Arbitro: | Farina (Novi Ligure) |

|                                     |           |  |
| Signori 45’ (rig.), 54’, 57’ (rig.) | Marcatori |  |

| Arbitro: | Pellegrino (Barcellona Pozzo di Gotto) |

|              |           |  |
| M. Rossi 66’ | Marcatori |  |

| Arbitro: | Collina (Viareggio) |

|  |           |              |
|  | Marcatori | 29’ M. Rossi |

| Arbitro: | Trentalange (Torino) |

|                       |           |                    |
| Otero 28’ Murgita 81’ | Marcatori | 44’ (rig.) Fonseca |

| Arbitro: | Braschi (Prato) |

|                         |           |  |
| Pancaro 60’ O'Neill 75’ | Marcatori |  |

| Arbitro: | De Santis (Tivoli) |

|  |           |               |
|  | Marcatori | 78’ Benarrivo |

| Arbitro: | Rosica (Roma) |

|                   |           |             |
| Sartor 65’ (aut.) | Marcatori | 42’ Murgita |

| Arbitro: | Rodomonti (Teramo) |

|                                |           |                            |
| Mannini 18’ (aut.) Murgita 32’ | Marcatori | 20’ Seedorf 83’ R. Mancini |

### Coppa Italia
| Arbitro: | Cesari (Genova) |

|                                                        |           |                   |
| M. Rossi 24’ Otero 45’ Murgita 63’ Di Carlo 76’ (rig.) | Marcatori | 48’, 62’ A. Gallo |

| Arbitro: | Trentalange (Torino) |

|             |           |  |
| Galeoto 72’ | Marcatori |  |

## Statistiche

### Statistiche di squadra
| Competizione | Punti | In casa | In casa | In casa | In casa | In casa | In casa | In trasferta | In trasferta | In trasferta | In trasferta | In trasferta | In trasferta | Totale | Totale | Totale | Totale | Totale | Totale | DR |
| Competizione | Punti | G       | V       | N       | P       | Gf      | Gs      | G            | V            | N            | P            | Gf           | Gs           | G      | V      | N      | P      | Gf     | Gs     | DR |
| ------------ | ----- | ------- | ------- | ------- | ------- | ------- | ------- | ------------ | ------------ | ------------ | ------------ | ------------ | ------------ | ------ | ------ | ------ | ------ | ------ | ------ | -- |
| Serie A      | 49    | 17      | 10      | 4       | 3       | 22      | 12      | 17           | 3            | 6            | 8            | 14           | 25           | 34     | 13     | 10     | 11     | 36     | 37     | -1 |
| Coppa Italia |       | 1       | 1       | 0       | 0       | 4       | 2       | 1            | 0            | 0            | 1            | 0            | 1            | 2      | 1      | 0      | 1      | 4      | 3      | +1 |
| Totale       |       | 18      | 11      | 4       | 3       | 26      | 14      | 18           | 3            | 6            | 9            | 14           | 26           | 36     | 14     | 10     | 12     | 40     | 40     | 0  |

### Statistiche dei giocatori
| Giocatore            | Serie A  | Serie A | Serie A     | Serie A    | Coppa Italia | Coppa Italia | Coppa Italia | Coppa Italia | Totale   | Totale | Totale      | Totale     |
| Giocatore            | Presenze | Reti    | Ammonizioni | Espulsioni | Presenze     | Reti         | Ammonizioni  | Espulsioni   | Presenze | Reti   | Ammonizioni | Espulsioni |
| -------------------- | -------- | ------- | ----------- | ---------- | ------------ | ------------ | ------------ | ------------ | -------- | ------ | ----------- | ---------- |
| G. Ambrosetti        | 24       | 3       | ?           | ?          | -            | -            | -            | -            | 24       | 3      | 0+          | 0+         |
| D. Amerini           | 24       | 0       | ?           | ?          | 1            | 0            | ?            | ?            | 25       | 0      | ?           | ?          |
| D. Belotti           | 16       | 0       | ?           | ?          | -            | -            | -            | -            | 16       | 0      | 0+          | 0+         |
| J. Björklund         | 33       | 0       | ?           | ?          | 2            | 0            | ?            | ?            | 35       | 0      | ?           | ?          |
| A. Briaschi (II)     | 7        | 0       | ?           | ?          | 2            | 0            | ?            | ?            | 9        | 0      | ?           | ?          |
| P. Brivio            | 2        | -3      | ?           | ?          | 1            | -1           | ?            | ?            | 3        | -4     | ?           | ?          |
| R. Castagna          | 4        | 0       | ?           | ?          | 2            | 0            | ?            | ?            | 6        | 0      | ?           | ?          |
| G. D'Ignazio Pulpito | 12       | 0       | ?           | ?          | 1            | 0            | ?            | ?            | 13       | 0      | ?           | ?          |
| D. Di Carlo          | 27       | 2       | ?           | ?          | 1            | 1            | ?            | ?            | 28       | 3      | ?           | ?          |
| F. Gasparini         | 6        | 0       | ?           | ?          | 1            | 0            | ?            | ?            | 7        | 0      | ?           | ?          |
| G. Grossi            | 16       | 0       | ?           | ?          | -            | -            | -            | -            | 16       | 0      | 0+          | 0+         |
| M. Lombardini        | 30       | 0       | ?           | ?          | 2            | 0            | ?            | ?            | 32       | 0      | ?           | ?          |
| G. Lopez             | 26       | 1       | ?           | ?          | 2            | 0            | ?            | ?            | 28       | 1      | ?           | ?          |
| G. Maini             | 32       | 2       | ?           | ?          | 1            | 0            | ?            | ?            | 33       | 2      | ?           | ?          |
| G. Méndez            | 25       | 0       | ?           | ?          | 2            | 0            | ?            | ?            | 27       | 0      | ?           | ?          |
| L. Mondini           | 32       | -34     | ?           | ?          | 1            | -2           | ?            | ?            | 33       | -36    | ?           | ?          |
| R. Murgita           | 34       | 10      | ?           | ?          | 2            | 1            | ?            | ?            | 36       | 11     | ?           | ?          |
| M. Otero             | 30       | 12      | ?           | ?          | 1            | 1            | ?            | ?            | 31       | 13     | ?           | ?          |
| A. Pistone           | 6        | 0       | ?           | ?          | 2            | 0            | ?            | ?            | 8        | 0      | ?           | ?          |
| W. Pittana           | 6        | 0       | ?           | ?          | -            | -            | -            | -            | 6        | 0      | 0+          | 0+         |
| M. Rossi             | 31       | 4       | ?           | ?          | 2            | 1            | ?            | ?            | 33       | 5      | ?           | ?          |
| L. Sartor            | 15       | 0       | ?           | ?          | 1            | 0            | ?            | ?            | 16       | 0      | ?           | ?          |
| F. Viviani           | 28       | 1       | ?           | ?          | 1            | 0            | ?            | ?            | 29       | 1      | ?           | ?          |